# Aridius latumeris
Aridius latumeris es una especie de coleóptero de la familia Latridiidae.

## Distribución geográfica
Habita en Vietnam.